# Cantharomyces italicus
Cantharomyces italicus är en svampart som beskrevs av Speg. 1915. Cantharomyces italicus ingår i släktet Cantharomyces och familjen Laboulbeniaceae.  Arten är reproducerande i Sverige. Inga underarter finns listade i Catalogue of Life.